# WTA Tier IV
I tornei WTA Tier IV  erano una serie di tornei di tennis femminili che si sono svolti dal 1988 al 2008. Molti di questi tornei hanno cambiato categoria nel corso degli anni, alcuni retrocedendo nella Tier V, altri salendo di livello, fino ad arrivare alla Tier I.
A partire dal WTA Tour 2009, con la riforma delle categorie, la maggior parte dei tornei delle categorie Tier III e Tier IV sono confluite in un'unica categoria chiamata International.

## Tornei
| Torneo           | Nome completo                            | Città                       | Paese         | Superficie       | Anni nel Tier I               |
| ---------------- | ---------------------------------------- | --------------------------- | ------------- | ---------------- | ----------------------------- |
| Mahwah           | WTA New Jersey                           | Mahwah                      | Stati Uniti   | Erba e Cemento   | 1988–1989                     |
| San Juan         | Puerto Rico Open                         | San Juan                    | Porto Rico    | Cemento          | 1988–1993                     |
| Barcelona        | Barcelona Ladies Open                    | Barcellona e Madrid         | Spagna        | Terra rossa      | 1990/2007–2008                |
| Singapore        | Singapore Open                           | Singapore                   | Singapore     | Cemento indoor   | 1990/1994                     |
| Bayonne          | WTA Bayonne                              | Bayonne                     | Francia       | Sintetico indoor | 1990–1991                     |
| Alberquerque     | Virginia Slims of Albuquerque            | Albuquerque                 | Stati Uniti   | Cemento          | 1990-1991                     |
| Svizzera         | WTA Swiss Open                           | Ginevra e Lucerna           | Svizzera      | Terra rossa      | 1990–1992                     |
| Austria          | WTA Austria                              | Kitzbühel e Maria Lankowitz | Austria       | Terra rossa      | 1990–1992/1994–1998           |
| Brentwood        | Virginia Slims of Nashville              | Brentwood                   | Stati Uniti   | Cemento indoor   | 1990–1991                     |
| Palermo          | Internazionali Femminili di Palermo      | Palermo                     | Italia        | Terra rossa      | 1990–2000/2005–2008           |
| Strasburgo       | Internationaux de Strasbourg             | Strasburgo                  | Francia       | Terra rossa      | 1990–1992                     |
| Kuala Lumpur     | Malaysian Women's Open                   | Kuala Lumpur                | Malaysia      | Cemento indoor   | 1992–1993                     |
| Praga            | I. ČLTK Prague Open                      | Praga                       | Rep. Ceca     | Terra rossa      | 1992–1995/1997/1999/2005–2008 |
| Auckland         | ASB Classic                              | Auckland                    | Nuova Zelanda | Cemento          | 1993–2000/2002–2008           |
| Belgio           | Belgian Open                             | Liegi, Anversa e Bruxelles  | Belgio        | Terra rossa      | 1993/1999–2002                |
| Pattaya          | Pattaya Women's Open                     | Pattaya                     | Thailandia    | Cemento          | 1993–2001/2005–2008           |
| Taranto          | Ilva Trophy                              | Taranto                     | Italia        | Terra rossa      | 1993–1994                     |
| San Marino       | San Marino CEPU Open                     | San Marino                  | San Marino    | Terra rossa      | 1993                          |
| Hobart           | Moorilla Hobart International            | Hobart                      | Australia     | Cemento          | 1993–2000/2002–2008           |
| Nagoya           | TVA Cup                                  | Nagoya                      | Giappone      | Sintetico        | 1995                          |
| Bol              | Croatian Bol Ladies Open                 | Bol                         | Croazia       | Terra rossa      | 1996–1999                     |
| Estoril          | Estoril Open                             | Estoril                     | Portogallo    | Terra rossa      | 1999–2008                     |
| Tashkent         | Tashkent Open                            | Tashkent                    | Uzbekistan    | Cemento          | 1999–2008                     |
| Karlovy Vary     | Pupp Czech Open                          | Karlovy Vary                | Rep. Ceca     | Terra rossa      | 1996                          |
| Porto            | Porto Open                               | Porto                       | Portogallo    | Terra rossa      | 2001–2002                     |
| Waikoloa Village | Waikoloa Championships                   | Waikoloa Village            | Stati Uniti   | Cemento          | 2001–2002                     |
| Sarasota         | Sarasota Clay Court Classic              | Sarasota                    | Stati Uniti   | Terra verde      | 2002–2003                     |
| Stoccolma        | Nordea Nordic Light Open                 | Stoccolma                   | Svezia        | Cemento          | 2002–2008                     |
| Seul             | Korea Open Tennis Championships          | Seul                        | Corea del Sud | Cemento          | 2004–2008                     |
| Fes              | Grand Prix SAR La Princesse Lalla Meryem | Fès                         | Marocco       | Terra rossa      | 2005–2008                     |
| Forest Hills     | Forest Hills Tennis Classic              | Forest Hills                | Stati Uniti   | Cemento          | 2005–2008                     |
| Modena           | Internazionali di Modena                 | Modena                      | Italia        | Terra rossa      | 2005                          |
| Portorose        | Banka Koper Slovenia Open                | Portorose                   | Slovenia      | Cemento          | 2005–2008                     |
| Canberra         | Canberra International                   | Canberra                    | Australia     | Cemento          | 2006                          |